# Емихо (Вюртемберг)
Емихо (на немски: Emicho, * пр. 1139, † ок. 1154) е швабски благородник от 12 век от рода на Вюртембергии от Графство Вюртемберг.
Той е вероятно син на граф Конрад II от Вюртемберг и на Хаделвиг. Заедно с по-големия му брат Лудвиг I той е между 1139 и 1154 г. в двора на крал Конрад III и на император Фридрих I Барбароса. В документ е споменат през 1140 г. като свидетел при един договор за манастир Хирсау.
Между 1798 и 1802 г. в парка на дворец Лудвигсбург по идеи на херцог Фридрих II от Вюртемберг и планове на Николаус Фридрих фон Турет се построява барок замък наречен Емихсбург. Емихсбург, днес в градината на приказките в дворцовия парк, се ползва като Рапунцел-кула.